# Szirmabesenyő megállóhely
Szirmabesenyő megállóhely egy Borsod-Abaúj-Zemplén vármegyei vasúti megállóhely Szirmabesenyő településen, a MÁV üzemeltetésében. A belterület nyugati-délnyugati szélén helyezkedik el, közvetlenül a 2619-es út vasúti keresztezésének északi oldalán.

## Vasútvonalak
A megállóhelyet az alábbi vasútvonalak érintik:
- Miskolc–Bánréve–Ózd-vasútvonal

## Kapcsolódó állomások
A megállóhelyhez az alábbi állomások vannak a legközelebb:
- Miskolc-Gömöri vasútállomás (Miskolc–Bánréve–Ózd-vasútvonal)
- Sajókeresztúr megállóhely (Miskolc–Bánréve–Ózd-vasútvonal)

## Megközelítés tömegközlekedéssel
- Helyközi busz:  3700, 3701, 3702, 3705, 3714, 3757, 3777, 3797

## Forgalom
| Járat        | Útvonal | Gyakoriság |
| ------------ | --- | ---------- |
| személyvonat | Miskolc-Tiszai – Miskolc-Gömöri – Szirmabesenyő – Sajókeresztúr – Sajóecseg – Alsóboldva – Boldva – Borsodszirák – Edelény alsó – Edelény – Szendrőlád (– Büdöskútpuszta) – Szendrő – Szendrő felső – Szalonna – Perkupa – Jósvafő-Aggtelek – Bódvaszilas – Komjáti – Tornanádaska | 2 óránként |